# مزاورو (القصيل)
مزاورو هو دُوَّار يقع بجماعة أورتزاغ، إقليم تاونات، جهة فاس مكناس في المملكة المغربية. ينتمي الدوّار لمشيخة القصيل التي تضم 18 دوار. يقدر عدد سكانه بـ 283 نسمة حسب الإحصاء الرسمي للسكان والسكنى لسنة 2004.

## روابط خارجية
- البوابة الوطنية للجماعات الترابية نسخة محفوظة 12 مارس 2018 على موقع واي باك مشين.
- المندوبية السامية للتخطيط